# アレクセイ・クルバコフ
アレクセイ・ニコラエヴィッチ・クルバコフ （ベラルーシ語: Аляксей Мікалаевіч Кульбакоў  ; 1979年12月27日 - ） は、ベラルーシのサッカー審判員。2005年から国際サッカー連盟 (FIFA) 登録の国際審判員として活動しており、欧州サッカー連盟 (UEFA) 審判員のエリートグループに位置づけられている。UEFA主催のクラブ大会でのグループステージにベラルーシから定期的に参加している唯一の審判員である。

## 来歴
16歳という非常に若いキャリアで審判員としての活動を開始しており、ベラルーシのすべての審判カテゴリをクリアした後、2003年には弱冠23歳にしてベラルーシのトップカテゴリであるベラルーシ・プレミアリーグの主審を担当する。2年後の2005年には25歳（FIFA国際審判員リストに登録可能な最低年齢）でFIFA登録の国際審判員となる。
国際Aマッチでのデビューは、2007年9月12日にGSPスタジアムで行われた、UEFA EURO 2008予選グループD・キプロス対サンマリノ。 2008年には、UEFAによるヨーロッパの審判の将来像のための才能とメンタープログラムに参加する19人の1人に選ばれ、以降の2年間（2008年と2009年）はこのプログラムの枠組みの中で、スイスの審判オブザーバーであるアンドレアス・シュルヒターの監督の下ですべてのUEFAの試合を担当する。 2009/2010シーズン以降、クルバコフは定期的にUEFAヨーロッパリーググループステージの主審を務めるようになる。このレベルでの彼の最初の試合は、2009年9月17日にクルジュ＝ナポカで行われたCFRクルージュ対FCコペンハーゲンの試合。
この他、2010年と2014年のワールドカップ予選 、 2008年と2012年のUEFA EURO 予選を含む国際Aマッチも担当している。
クルバコフは怪我のために2013年のプレミアリーグにはシーズン前半で審判が出来なかった。2013年6月、クルバコフは他の5人の審判とともに、2013年7月にリトアニアで開催されたUEFA U-19欧州選手権2013の決勝トーナメントの審判を担当した。